# Chapelle Sainte-Anne de Laeken
Pour les articles homonymes, voir Chapelle Sainte-Anne.
La chapelle Sainte-Anne (en néerlandais : Sint-Annakapel) est un édifice religieux sis dans le parc de Laeken sur le territoire de la ville de Bruxelles. 
Construite en 1625, la chapelle se trouve à côté de la fontaine Sainte-Anne, une source dite miraculeuse, y remplaçant une ancienne chapelle du XIVe siècle. Édifiée pour le culte catholique, elle est, depuis 1974, affectée au culte byzantin de l'Église orthodoxe russe.

## Histoire

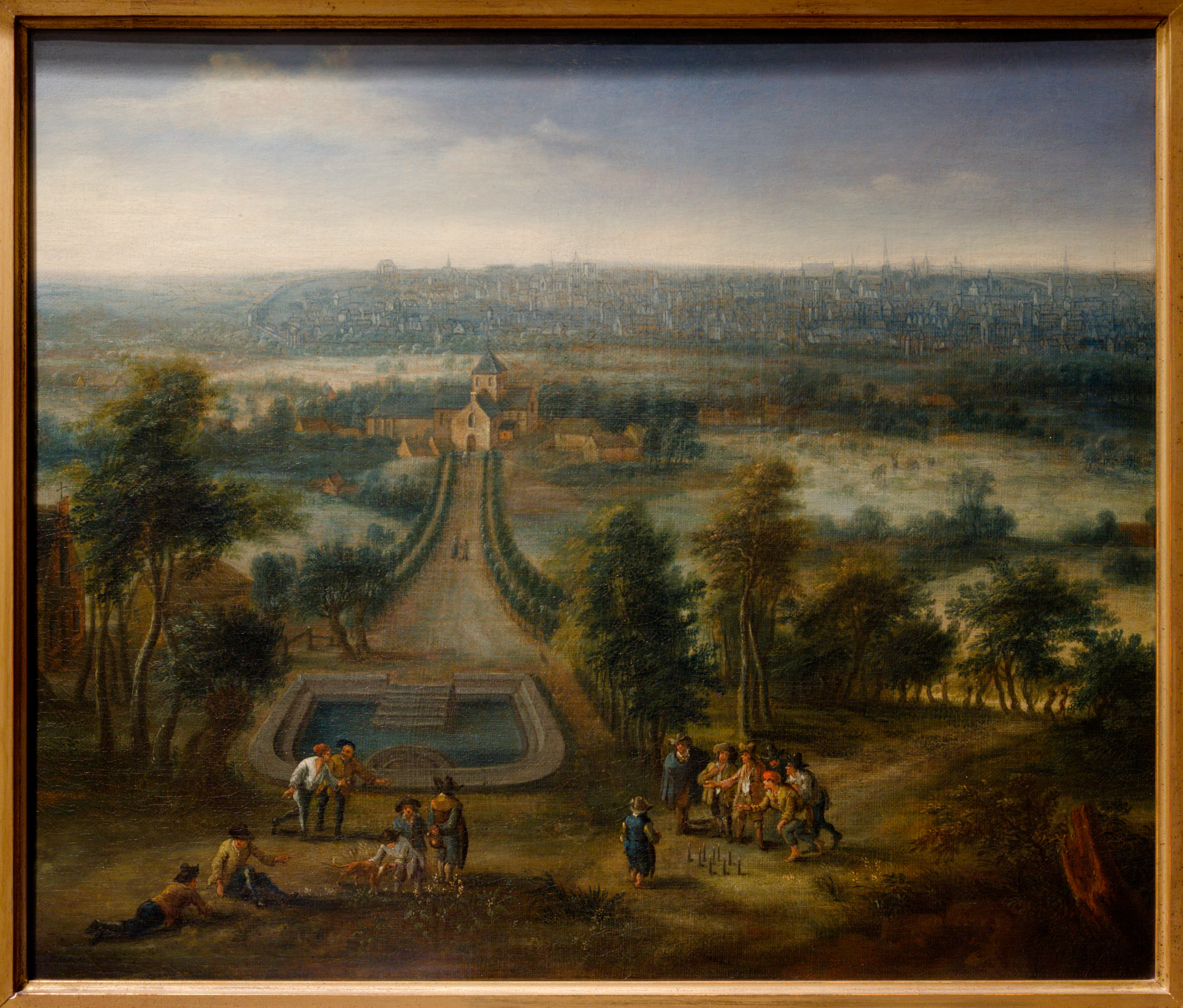
La drève Sainte-Anne au XVIIIe siècle (toile d'Andréas Martin).

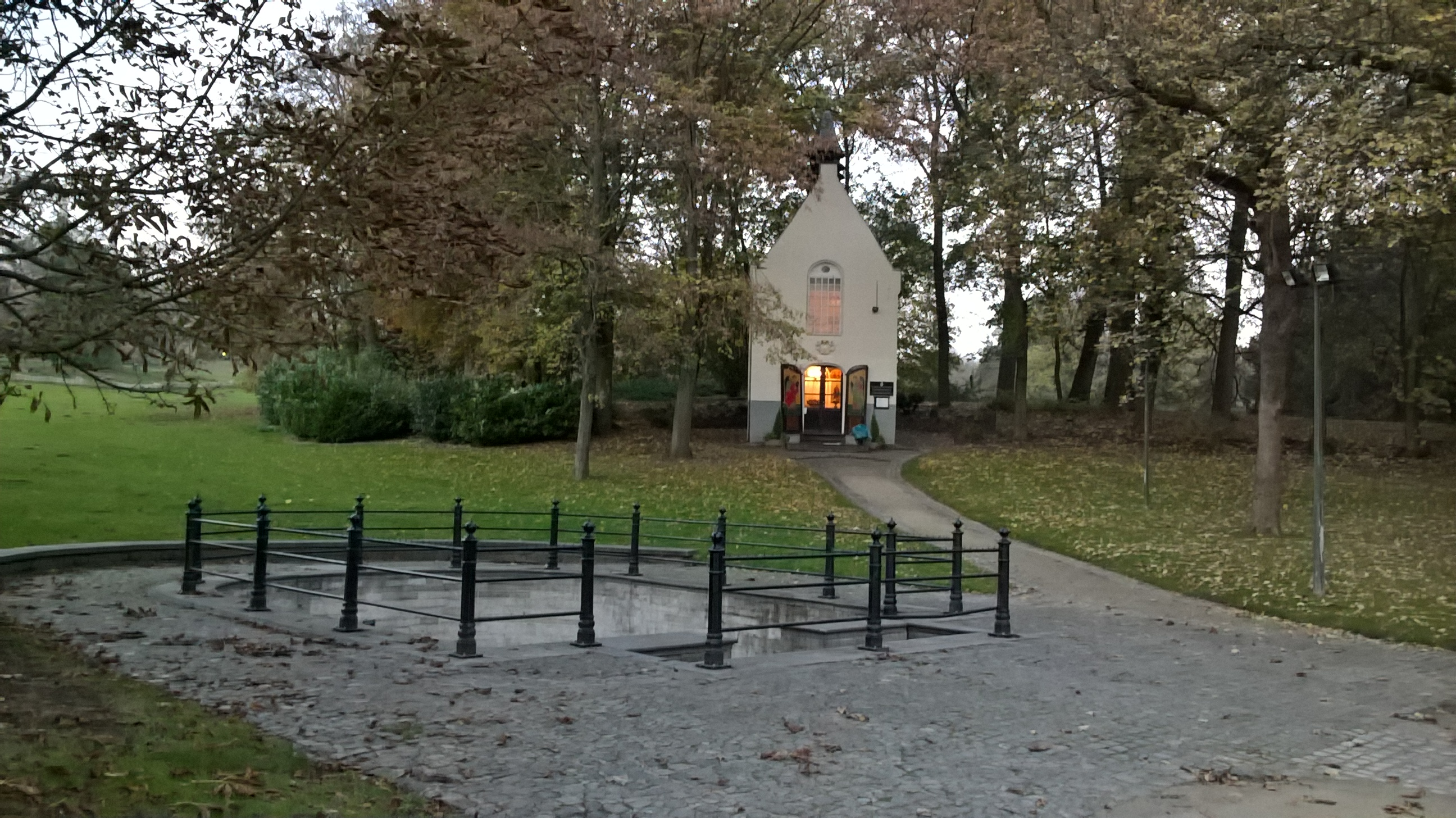
La chapelle et fontaine Sainte-Anne.

Une première chapelle est construite au XIVe siècle comme lieu de pèlerinage à côté de la fontaine Sainte-Anne aux eaux « miraculeuses ».
En 1625, l'infante Isabelle fait construire la chapelle actuelle par Willem Witterswyck. Elle fit également relier la chapelle au centre de Laeken par l'avenue du duc, qui fut appelée par la suite drève Sainte-Anne. Ce chemin de pèlerinage, tracé par Jacques Francart, était bordé de quatre rangées de tilleuls. Il était contrôlé par des barrières « pour en défendre l'entrée aux carrosses et aux animaux ennemis de la politesse du chemin ». 
Souvent vandalisée, la chapelle est fermée au public au XXe siècle. Rouverte en 1974, elle est affectée au culte oriental de l'Église orthodoxe russe, retrouvant ainsi une deuxième vie.

## Description
Blanche et couverte d'ardoises la chapelle est surmontée d'un modeste clocheton.